# Papaipema birdi
Papaipema birdi é uma espécie de mariposa da família Noctuidae. Pode ser encontrada de Quebec a Alberta e ao sul no leste de Nova Jérsia.